# 奧斯汀港鎮區 (密歇根州)
奧斯汀港鎮區（英語：Port Austin Township）是位於美國密歇根州休倫縣的一個行政鎮區。

## 地方資料
奧斯汀港鎮區的面積為43.20平方千米，當中陸地面積為42.50平方千米，而水域面積為0.70平方千米。根據2020年美國人口普查的數據，當地共有人口1384人，而人口密度為每平方千米32.04人。